# Partenavia Aeroscooter
El Partenavia P.53 Aeroscooter fue un avión ligero italiano monoplaza de la década de 1950, equipado con un rotor de dos palas. Fue diseñado por Luigi Pascale con Mario de Bernardi y construido por Partenavia.

## Diseño y desarrollo
El Aeroscooter era un monoplano de ala baja propulsado por un motor de pistón Ambrosini P-25 de 16 kW (25 hp) en el morro. Tenía un tren de aterrizaje fijo con rueda de morro. Sobre la cabina cerrada de un solo asiento se debía haber instalado un pilón con un rotor de dos palas sin motor y autorrotativo, que debía reducir la velocidad de pérdida y la velocidad de descenso si el motor fallaba.
Sólo se construyó un Aeroscooter y voló por primera vez el 2 de abril de 1951 sin el rotor instalado. El Aeroscooter sobrevive y está en exhibición en el Museo Storico Dell Aeronautico Militare Italiana. Mario de Bernardi produjo un derivado biplaza como De Bernardi M.d.B. 02 Aeroscooter.

## Variantes
P.53 Aeroscooter
Avión ligero monoplaza.
De Bernardi M.d.B. 02 Aeroscooter
Avión derivado biplaza diseñado por De Bernardi.

## Especificaciones (motor Ambrosini, sin rotor)
Referencia datos: Jane's All the World's Aircraft 1957–58

### Características generales
- Tripulación: Uno (piloto)
- Longitud: 5,1 m (16,8 ft)
- Envergadura: 8,3 m (27,2 ft)
- Altura: 1,7 m (5,6 ft)
- Superficie alar: 8,3 m² (89,3 ft²)
- Perfil alar: NACA 63-series
- Peso vacío: 180 kg (396,7 lb)
- Peso cargado: 280 kg (617,1 lb)
- Planta motriz: 1× motor bóxer de 2 cilindros refrigerado por aire Ambrosini P-25.
  - Potencia: 16 kW (22 HP; 22 CV)
- Hélices: Bipala de paso fijo

### Rendimiento
- Velocidad máxima operativa (Vno): 150 km/h (93 MPH; 81 kt) a nivel del mar
- Velocidad crucero (Vc): 120 km/h (75 MPH; 65 kt)
- Velocidad de entrada en pérdida (Vs): 60 km/h (37 MPH; 32 kt)
- Alcance: 500 km (270 nmi; 311 mi)
- Techo de vuelo: 3500 m (11 483 ft)
- Carga alar: 33,7 kg/m² (6,9 lb/ft²)

## Aeronaves relacionadas

### Secuencias de designación
- Secuencia P._ (interna de Partenavia): P.48 - P.52 - P.53 - P.55 - P.57 - P.59 →